# Giro di Romagna 1986
Il Giro di Romagna 1986, sessantunesima edizione della corsa, si svolse il 27 settembre 1986 su un percorso di 236 km. La vittoria fu appannaggio del polacco Lech Piasecki, che completò il percorso in 5h52'00", precedendo lo svizzero Leo Schönenberger e l'italiano Walter Magnago.

## Ordine d'arrivo (Top 10)
| Pos. | Corridore           | Squadra                       | Tempo    |
| ---- | ------------------- | ----------------------------- | -------- |
| 1    | Lech Piasecki       | Del Tongo-Colnago-Candy       | 5h52'00" |
| 2    | Leo Schönenberger   | Dromedario-Laminox-Fibok      | s.t.     |
| 3    | Walter Magnago      | Gis Gelati-Oece               | s.t.     |
| 4    | Rolf Gölz           | Del Tongo-Colnago-Candy       | s.t.     |
| 5    | Palmiro Masciarelli | Gis Gelati-Oece               | s.t.     |
| 6    | Hubert Seiz         | Supermercati Brianzoli-Essebi | s.t.     |
| 7    | Marco Giovannetti   | Gis Gelati-Oece               | a 3"     |
| 8    | Massimo Ghirotto    | Carrera-Vagabond              | a 25"    |
| 9    | Giuseppe Calcaterra | Atala-Ofmega                  | s.t.     |
| 10   | Bruno Cenghialta    | Magniflex-Centroscarpa        | s.t.     |